# Stilobezzia kunashiri
Stilobezzia kunashiri är en tvåvingeart som beskrevs av Remm 1993. Stilobezzia kunashiri ingår i släktet Stilobezzia och familjen svidknott. Inga underarter finns listade i Catalogue of Life.